# Szpic miniaturowy
Szpic miniaturowy, pomeranian – rasa psa, należąca do grupy szpiców i psów pierwotnych, zaklasyfikowana do sekcji szpiców europejskich; typ lisowaty. 
Alternatywna nazwa rasy pochodzi od angielskiej nazwy Pomorza, historycznego regionu, leżącego na terenie Polski i Niemiec.

## Krótki rys historyczny
Początki istnienia pomeraniana, podobnie jak i innych szpiców, sięgają epoki kamienia. Wykopaliska na torfowiskach na terenie dzisiejszych północnych Niemiec odkryły niemal doskonale zachowane okazy, które wydają się być najstarszymi przodkami obecnych ras. 
Jedna z teorii pochodzenia współczesnej rasy mówi, że na południowo-zachodnie wybrzeże Bałtyku pomeraniany zostały sprowadzone ze Skandynawii. Nazwa pomeranian oznacza bowiem psa z Pomorza, na które psy te przywędrowały z woźnicami.

## Użytkowość
Pies do towarzystwa. Nadaje się dla domatora. Jest psem jednego pana, bardzo się przywiązuje, ale też często nie można nad nim zapanować. Można z nim uprawiać psie sporty np. agility, obedience lub taniec z psem.

## Charakter
Szpic miniaturowy pomeranian ma wesołe usposobienie i żywy temperament. Jest ruchliwy, ciekawski, wszędobylski i chętny do zabawy. Bardzo przywiązany do opiekuna, wrażliwy i oddany, nie lubi zostawać na długo sam.

## Szata i umaszczenie
Dopuszczalna jest szeroka gama typów umaszczenia: czarna, brązowa, biała, pomarańczowa, szara cieniowana (wilczasta). Również inne maści — wszystkie odcienie kolorów, takie jak: kremowy, kremowo-śniady, pomarańczowo-śniady, czarny podpalany oraz łaciaty (z dominującą bielą).

## Utrzymanie

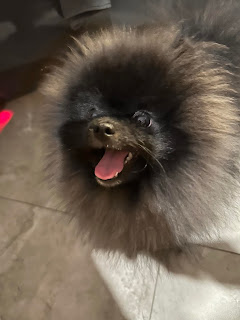
Pomeranian szczeniak

Wymaga regularnego trymowania oraz wyczesywania sierści. Szatę należy szczotkować szczotką ze sztywnego włosia. W okresie linienia należy kąpać psa w ciepłej wodzie, aby pozbyć się martwego włosa.

## Zdrowie
Najbardziej typowe dla rasy problemy zdrowotne to niezarośnięte ciemiączko, wypadanie rzepki kolanowej i choroby oczu. Słabym punktem pomeraniana są też zęby, z tendencją do osadzania się kamienia nazębnego, nieraz wypadające już u młodych osobników. Długość życia: 12 do 16 lat.